# Calocaerus
Calocaerus (fallecido en 334) fue un usurpador romano contra el emperador Constantino I.
Calocaerus era Magister pecoris camelorum ("Magistrado de ovejas y camellos") en Chipre. En 333–334 se rebeló, proclamándose Emperador. Constantino envió a su medio-hermano, el Censor Flavio Dalmacio, a sofocar la rebelión. Calocaerus fue derrotado y llevado a Tarso en Cilicia, donde se le juzgó y ejecutó.